# سوق حر
السوق الحرة (بالإنجليزية: Free market)‏ هي نظام اقتصادي يقوم على حرية تبادل السلع والخدمات بين الأفراد والمؤسسات دون تدخل مباشر من الدولة، مع التقيد بقواعد قانونية تهدف إلى حماية الحقوق وتنظيم التعاملات.
في هذا النظام، تحدد قوى العرض والطلب أسعار المنتجات والخدمات، وتوزع الموارد بطريقة يعتبرها البعض أكثر كفاءة مقارنة بالاقتصادات المخططة مركزيًا. يدعم أنصار السوق الحرة فكرة أن التدخل الحكومي المحدود يشجع على الابتكار والنمو الاقتصادي، بينما يرى منتقدون أن غياب التنظيم قد يؤدي إلى تركيز الثروات وزيادة الفجوات الاجتماعية.
تاريخيًا، ارتبطت نشأة فكرة السوق الحرة بكتابات عدد من المفكرين الاقتصاديين مثل آدم سميث، الذي دعا إلى مبدأ "اليد الخفية" التي تنظم الأسواق ذاتيًا دون الحاجة إلى تدخل حكومي مباشر.
يتناقض مؤيدو مفهوم السوق الحر مع السوق المنظمة التي تتدخل فيها الحكومة في العرض والطلب من خلال أساليب مختلفة، مثل الرسوم الجمركية المستخدمة لتقييد التجارة وحماية الاقتصاد المحلّي. في اقتصاد السوق الحر المثالي، تحدد قوى العرض والطلب أسعار السلع والخدمات بحرّية، ويسمح لها بالوصول إلى نقطة التوازن الخاصة بها دون تدخل السياسة الحكومية.
يقارن العلماء مفهوم السوق الحر مع مفهوم السوق المنسقة في مجالات الدراسة مثل الاقتصاد السياسي والاقتصاد المؤسسي الحديث وعلم الاجتماع الاقتصادي والعلوم السياسية. وتؤكد جميع هذه المجالات على أهمية وجود مؤسسات لوضع القواعد خارج نطاق قوى العرض والطلب البسيطة في النظم السوقية القائمة حاليًا، ما يخلق حيزًا لتشغيل هذه القوى من أجل السيطرة على الإنتاج والتوزيع الإنتاجي.
على الرغم من أن الأسواق الحرة ترتبط عمومًا بالرأسمالية في اقتصاد السوق ضمن الاستخدام المعاصر والثقافة الشعبية، دعا إلى الأسواق الحرة أيضًا اللاسلطويين والاشتراكيين وبعض الجمعيات التعاونية ودعاة مشاركة الأرباح.
ينتقد بعض الباحثين النظريات المرتبطة بالسوق الحر، لا سيما في الحالات التي تسود فيها قوة سوقية كبيرة، أو يحدث تفاوت في القدرات التفاوضية، أو تظهر اختلافات جوهرية في توفر المعلومات دون قيود. ويُنظر إلى هذه العوامل على أنها تؤدي إلى اختلالات تمنع تحقيق الكفاءة المثلى للسوق. ومن ثم، يُعتبر التدخل التنظيمي ضروريًا أحيانًا للحد من هذه الاختلالات، بهدف تمكين الأسواق من العمل بشكل أكثر كفاءة وتحقيق نتائج اجتماعية أكثر عدالة وجاذبية.

## أنظمة اقتصادية

### الرأسمالية
تُعرّف مؤسسة التراث، وهي مؤسسة فكرية محافظة مقرها واشنطن العاصمة، الرأسمالية بأنها نظام سوق حرة خالٍ من التدخل الاقتصادي الحكومي والتنظيم الرسمي. وسعيًا لقياس درجة حرية اقتصاد أي بلد، حددت المؤسسة العوامل الأساسية اللازمة لذلك، وفي عام 1986، طورت مؤشر الحرية الاقتصادية، الذي يستند إلى نحو خمسين متغيرًا.
في حين لغ تحدد هذه المؤشرات وغيرها من المؤشرات المماثلة بالضرورة السوق الحر، فإن مؤسسة التراث هي التي تقيس درجة حرية الاقتصاد الحديث.
تنقسم المتغيرات إلى المجموعات الرئيسة التالية:
- السياسة التجارية.
- الأعباء المالية التي تتحملها الحكومة.
- التدخل الحكومي في الاقتصاد.
- السياسة النقدية.
- تدفقات رأس المال والاستثمار الأجنبي.
- المصارف والتمويل.
- الأجور والأسعار.
- حقوق الملكية.
- اللوائح.
- نشاط السوق غير الرسمي.

وفقًا لمؤسسة التراث، فإن مبادئ السوق الحر هي التي ساعدت الولايات المتحدة على الانتقال إلى اقتصاد السوق الحر. ساعدت التجارة الدولية الحرة في تحسين البلاد، ومن أجل ازدهار اقتصاد الأمريكيين لم يكن لديهم خيار سوى تبني اقتصاد قوي. تتعين قيمة عددية لكل مجموعة بين 1 و5 لأن الفهرس هو المتوسط الحسابي للقيم، ويقرَّب إلى أقرب جزء من مئة.
في البداية، حصلت البلدان التي كانت تُعتبر تقليديًا رأسمالية على درجات تقدير عالية، ولكن الطريقة تحسنت مع مرور الوقت. جادل بعض الاقتصاديين، مثل ميلتون فريدمان وغيرهم من خبراء الاقتصاد الذين لا يستدعون التدخل، أن هناك علاقة مباشرة بين النمو الاقتصادي والحرية الاقتصادية، وتشير بعض الدراسات إلى أن هذا صحيح. توجد مناقشات مستمرة بين العلماء حول القضايا المنهجية في الدراسات التجريبية حول العلاقة بين الحرية الاقتصادية والنمو الاقتصادي. وما تزال هذه المناقشات والدراسات تستكشف ما تستلزمه تلك العلاقة.
تحدد مؤسسة السوق الحر التذكارية مبادئ السوق الحر على النحو التالي:
1. الحقوق الفردية: «تنشأ لكل واحد منا حقوق فردية متساوية في السيطرة والدفاع عن حياتنا وحريتنا وممتلكاتنا وعن التبادل التعاقدي الطوعي».
2. الحكومة المحدودة: «لا تؤسَّس الحكومات إلا لضمان الحقوق الفردية، وتستمد سلطاتها العادلة من موافقة المحكومين».
3. المساواة في العدالة بموجب القانون: «على الحكومة أن تعامل الجميع على قدم المساواة، لا مكافأة الفشل ولا معاقبة النجاح».
4. التبعية: «يجب أن تكون سلطة الحكومة في أدنى مستوى ممكن».
5. النظام التلقائي: «عندما تحترم حقوق الفرد، فإن المنافسة غير المنظمة ستحقق أقصى قدر من الفائدة الاقتصادية للمجتمع عن طريق توفير أكبر قدر ممكن من السلع والخدمات بأقل تكلفة».
6. حقوق الملكية: «الملكية الخاصة هي الطريقة الأكثر فاعلية لاستخدام الموارد بشكل مستدام».
7. القاعدة الذهبية: «تتعامل مع الآخرين بأمانة وتطلب الصدق في المقابل».

### الجورجية
بالنسبة للاقتصاديين الكلاسيكيين مثل آدم سميث، لا يشير مصطلح السوق الحر بالضرورة إلى سوق خالٍ من التدخل الحكومي، بل خالٍ من جميع أشكال الحصانة الاقتصادية والاحتكارات والندرة المصطنعة. وهذا يعني أن الريع الاقتصادي، أي الأرباح المتولدة عن الافتقار إلى المنافسة المثالية، يجب أن تنخفض أو تزول قدر الإمكان من خلال المنافسة الحرة.
تشير النظرية الاقتصادية إلى أن العائدات على الأراضي والموارد الطبيعية الأخرى هي عائدات اقتصادية لا يمكن خفضها بهذه الطريقة بسبب عدم مرونة العرض. ويؤكد بعض المفكرين الاقتصاديين على الحاجة إلى تقاسم هذا الريع باعتباره شرطَا أساسيًا لوجود سوق جيدة الأداء.
يُقترح أن هذا من شأنه إلغاء الحاجة إلى ضرائب منتظمة ذات تأثير سلبي على التجارة، بالإضافة إلى تحرير الأراضي والموارد التي يُضارَب عليها أو التي تُحتكَر. يُعتبران اثنان من الميزات التي تحسن المنافسة وآليات السوق الحر. أيد ونستون تشرشل هذا الرأي من خلال العبارة التالية: «الأرض هي أصل كل الاحتكار».
أراد الاقتصادي الأمريكي والفيلسوف الاجتماعي هنري جورج -أشهر مؤيد لهذه الأطروحة- تحقيق ذلك من خلال وضع ضريبة عالية على القيمة الأرضية التي تحل محل جميع الضرائب الأخرى. غالبًا ما يطلق على أتباع أفكاره الجورجيين والجيوليبرتاريين.
ليون والراس، أحد مؤسسي الاقتصاديات التقليدية المحدثة الذي ساعد في صياغة نظرية التوازن العام، كان له وجهة نظر متشابهة للغاية. وقال إن المنافسة الحرة لا يمكن أن تتحقق إلا في ظل ظروف ملكية الدولة للموارد الطبيعية والأراضي.
بالإضافة إلى ذلك، يمكن إلغاء الضرائب على الدخل؛ لأن الدولة سوف تحصل على دخل لتمويل الخدمات العامة من خلال امتلاك مثل هذه الموارد والمؤسسات.

### مبدأ عدم التدخل
يعبر مبدأ عدم التدخل عن تفضيله لعدم وجود ضغوط غير سوقية على الأسعار والأجور مثل تلك المفروضة على الضرائب الحكومية التمييزية، أو الدعم الحكومي، أو الرسوم الجمركية، أو اللوائح، أو الاحتكارات الحكومية أو القسرية. في نظرية رأس المال البحتة، زعم فريدريخ هايك أن الهدف يتلخص في الحفاظ على المعلومات الفريدة التي يحتوي عليها السعر ذاته. كان تعريف السوق الحر موضع اختلاف وتعقيد من قبل الفلاسفة السياسيين الجماعيين والأفكار الاقتصادية الاشتراكية.
نشأ هذا الجدل من الاختلاف بين الاقتصاديين الكلاسيكيين مثل ريتشارد كانتيلون وآدم سميث وديفيد ريكاردو وتوماس روبرت مالتوس ومن العلوم الاقتصادية القارية التي طورها في المقام الأول علماء الاقتصاد الإسباني والمعلم الكلاسيكي الفرنسي، بما في ذلك آن روبير جاك تيرجو، بارون دو لولن، وجان بابتست ساي وفردريك باستيا. خلال الثورة الهامشية، أُعيد اكتشاف نظرية القيمة الذاتية.

## المفاهيم

### التوازن الاقتصادي
بدرجات متفاوتة من الدقة الرياضية بمرور الوقت، أثبتت نظرية التوازن العام أنه في ظل ظروف معينة من المنافسة، يسود قانون العرض والطلب في هذا السوق المثالي الحر والتنافسي، ما يؤثر على أسعار التوازن التي توفق بين الطلبات على المنتجات مقابل اللوازم. في ظل أسعار التوازن هذه، يوزع السوق المنتجات على المشترين وفقًا لتفضيل كل مشترٍ أو منفعته لكل منتج وضمن الحدود النسبية للقوة الشرائية لكل مشتري. توصف هذه النتيجة بكفاءة السوق، أو بشكل أكثر تحديدًا كفاءة باريتو.
يتطلب هذا السلوك المتوازن للأسواق الحرة افتراضات معينة حول وكلائها – والمعروفين بشكل جماعي بالمنافسة المثالية – والتي لا يمكن أن تكون نتيجة للسوق التي يخلقونها. من بين هذه الافتراضات عدة افتراضات يستحيل تحقيقها بالكامل في سوق حقيقي، مثل المعلومات الكاملة، والسلع والخدمات القابلة للتبادل، ونقص القوة السوقية. والسؤال إذن هو ما هي التقديرات التقريبية لهذه الشروط التي تضمن تقريب كفاءة السوق وأي إخفاقات في المنافسة تولد إخفاقات شاملة في السوق. مُنحت العديد من جوائز نوبل في الاقتصاد لتحليلات إخفاقات السوق بسبب تفاوت المعلومات.

### حواجز منخفضة الدخول
لا تتطلب السوق الحرة وجود منافسة، ولكنها تتطلب إطارًا يسمح بدخول السوق الجديدة. ومن ثم، في ظل عدم وجود حواجز قسرية، على سبيل المثال، شهادة الترخيص المدفوعة لبعض الخدمات والشركات، تزدهر المنافسة بين الشركات من خلال طلبات المستهلكين أو المشترين. غالبًا ما يُشار إلى وجود دافع الربح، على الرغم من عدم ضرورة وجود دافع للربح أو الربح بحد ذاته لسوق حرة. من المفهوم أن جميع الأسواق الحرة الحديثة تشمل رواد الأعمال، الأفراد والشركات. عادةً ما يشتمل اقتصاد السوق الحر الحديث على ميزات أخرى مثل سوق الأوراق المالية، وقطاع الخدمات المالية، لكنهما لا يحددان ذلك.

### المنافسة الكاملة وفشل السوق
الشروط التي يجب أن تتوافر للأسواق غير المنظمة لتتصرف مثل الأسواق الحرة تتلخص في المنافسة المثالية. إن غياب أي من هذه الظروف للمنافسة المثالية هو فشل السوق. تتيح معظم مدارس الاقتصاد التدخل التنظيمي الذي قد يوفر قوة بديلة لمواجهة فشل السوق. في ظل هذا التفكير، قد يكون هذا الشكل من تنظيم السوق أفضل من سوق غير منظم لتوفير سوق حرة.

### النظام التلقائي
عمم فريدريش هايك وجهة النظر القائلة بأن اقتصادات السوق تشجع النظام التلقائي الذي ينتج عنه «توزيع أفضل للموارد المجتمعية أكثر مما يمكن أن يحققه أي تصميم». وفقًا لوجهة النظر هذه، تتميز اقتصادات السوق بتشكيل شبكات معاملات معقدة تنتج وتوزع السلع والخدمات في جميع أنحاء الاقتصاد. لم تُصمم هذه الشبكات، بل ظهرت نتيجة قرارات اقتصادية فردية لامركزية. إن فكرة النظام التلقائي هي توضيح مفصل لليد الخفية التي اقترحها آدم سميث في ثروة الأمم. فكتب سميث عن الفرد:
بتفضيله الدعم المحلي على دعم الصناعة الأجنبية، يكون هدفه فقط تأمين نفسه. وبتوجيه تلك الصناعة بطريقة قد يكون إنتاجها ذا قيمة كبيرة، يكون همه هو فقط مكاسبه الخاصة، ولذلك، كما هو الحال في العديد من الحالات الأخرى، تقوده يد غير مرئية للترويج لهدف لم يكن جزء من نيته. من خلال السعي وراء مصلحته الخاصة، غالبًا ما يروج لمصالح المجتمع بشكل أكثر فاعلية مما كان عليه عندما ينوي حقًا الترويج لها. لا أعرف أناس فعلوا خيرًا وتضرروا في التجارة من أجل الصالح العام.
وأشار سميث إلى أن المرء لا يحصل على طعامه بمناشدة أخاه الجزار، أو المزارع، أو الخباز. بدلًا من ذلك، يلجأ المرء إلى مصلحته الشخصية ويدفع لهم مقابل عملهم، بحجة:
نحن لا نحصل على طعامنا من إحسان الجزار، أو صانع الجعة، أو الخباز، بل مراعاةً لمصالحهم الشخصية. نحن نعلم أن الغرض ليس إنسانيتهم بل حبهم لذاتهم.
يزعم مؤيدو هذا الرأي أن النظام التلقائي يتفوق على أي نظام لا يسمح للأفراد باتخاذ خياراتهم الخاصة فيما يتعلق بما ينتجون، وماذا يشترون، وماذا يبيعون، وبأية أسعار، وذلك بسبب العوامل المعنية وتعقيدها. كما يعتقدون أن أي محاولة لتنفيذ التخطيط المركزي ستؤدي إلى مزيد من الفوضى، أو إنتاج وتوزيع أقل كفاءة للسلع والخدمات.
يتساءل النقاد مثل الخبير الاقتصادي السياسي كارل بولاني عما إذا كان من الممكن أن تنشأ سوق بنظام تلقائي، خالية تمامًا من تشوهات الأنظمة السياسية، مدعيًا أنه حتى الأسواق الأكثر حرية ظاهريًا تطلب من الدولة ممارسة سلطة قسرية في بعض المجالات، أي فرض العقود، والتحكم في تشكيل النقابات العمالية، وتحديد حقوق والتزامات الشركات، وتحديد القائم بالإجراءات القانونية وتحديد ما الذي يشكل تعارض المصالح مرفوض.

### العرض والطلب
يشير الطلب على عنصر ما (مثل السلع أو الخدمات) إلى ضغط السوق الاقتصادي من الأشخاص الذين يحاولون شرائه. المشترون لديهم أقصى سعر يرغبون في دفعه والبائعين لديهم أدنى سعر يرغبون في تقديمه لمنتجهم. النقطة التي يلتقي عندها منحنى العرض والطلب هي سعر التوازن للسلعة والكمية المطلوبة. البائعون الراغبون في عرض سلعهم بسعر أقل من سعر التوازن يحصلون على الفرق كفائض منتج. المشترون الذين يرغبون في دفع ثمن البضائع بسعر أعلى من سعر التوازن يتلقون الفرق كفائض للمستهلك.
طُبق النموذج بشكل شائع على الأجور في سوق العمل. حيث تُعكس الأدوار النموذجية للمورد والمستهلك. الموردون هم أفراد يحاولون بيع (توريد) عملهم بأعلى سعر. المستهلكون هم شركات تحاول شراء (طلب) نوع العمالة التي يحتاجونها بأقل سعر. كلما زاد عدد الأشخاص الذين يقدمون عملهم في هذا السوق، ينخفض أجر التوازن ويزداد مستوى توازن التوظيف مع تحول منحنى العرض إلى اليمين. يحدث العكس إذا عرض عدد أقل من الناس أجورهم في السوق حيث يتحول منحنى العرض إلى اليسار.
في السوق الحرة، يتمتع الأفراد والشركات المشاركة في هذه المعاملات بحرية الدخول إلى السوق والمغادرة والمشاركة فيها بحسب ما يختارون. يُسمح للأسعار والكميات بالتكيف وفقًا للظروف الاقتصادية من أجل الوصول إلى التوازن وتخصيص الموارد بشكل صحيح. ومع ذلك، في العديد من البلدان حول العالم تسعى الحكومات إلى التدخل في السوق الحرة من أجل تحقيق برامج اجتماعية أو سياسية معينة. قد تحاول الحكومات تحقيق المساواة الاجتماعية أو المساواة في النتائج من خلال التدخل في السوق عن طريق إجراءات مثل فرض حد أدنى للأجور (حد أدنى للسعر) أو إقامة ضوابط على الأسعار (سقف الاسعار). كما تُتابع الأهداف الأخرى الأقل طلبًا، كما هو الحال في الولايات المتحدة، حيث تدعم الحكومة الفيدرالية مالكي الأراضي الخصبة لعدم زراعة المحاصيل من أجل منع منحنى العرض من التحول إلى اليمين وخفض سعر التوازن. يكون ذلك بحجة الحفاظ على أرباح المزارعين، بسبب الجمود النسبي للطلب على المحاصيل، فإن زيادة العرض من شأنه أن يخفض السعر ولكن لا يزيد بشكل كبير من الكمية المطلوبة، ما يضغط على المزارعين للخروج من السوق. غالبًا ما تكون هذه التدخلات باسم الحفاظ على الافتراضات الأساسية للأسواق الحرة مثل فكرة أن تكاليف الإنتاج يجب أن تدرج في أسعار السلع. لا تُضمن تكاليف التلوث والاستهلاك في بعض الأحيان في تكلفة الإنتاج (الشركة المصنعة التي تسحب المياه في مكان ما ثم تصرفها ملوثة في المصب، وتجنب تكلفة معالجة المياه)، لذلك قد تختار الحكومات فرض الأنظمة في محاولة لاستيعاب تكلفة الإنتاج بالكامل وإدراجها في نهاية المطاف في سعر البضائع.
يؤكد المدافعون عن السوق الحرة أن التدخل الحكومي يعيق النمو الاقتصادي عن طريق تعطيل التوزيع الطبيعي للموارد وفقًا للعرض والطلب بينما يؤكد منتقدو السوق الحرة أن التدخل الحكومي ضروري في بعض الأحيان لحماية اقتصاد بلد ما من الاقتصادات الأكثر تطورًا والأكثر نفوذًا مع توفير الاستقرار اللازم للاستثمار الحكيم طويل الأجل. أشار ميلتون فريدمان إلى فشل التخطيط المركزي، والتحكم بالأسعار، والمؤسسات المملوكة للدولة، لا سيما في الاتحاد السوفياتي والصين في حين استشهد ها جون تشانغ بأمثلة اليابان ما بعد الحرب ونمو صناعة الصلب في كوريا الجنوبية.